# توفیق ابو الهدی
توفیق ابو الهدی (عربی: توفيق أبو الهدى التاجي الفاروقي) (زاده ۱۸۹۵ – درگذشته ۱ ژوئیه ۱۹۵۶) در یک خانواده سرشناس اردنی ولی با اصلیت فلسطینی به دنیا آمده است، وی در سه دوره پادشاهان اردن یعنی «ملک عبدالله اول»، «ملک طلال بن عبدالله» و «ملک حسین بن طلال»، ۱۲ بار به منصب نخست‌وزیری اردن انتخاب شد.

## تحصیلات و خدمات
وی تحصیلات ابتدایی خود را در «رمله-فلسطین» و تحصیلات متوسطه اش را در بیروت گذراند، سپس به دبیرستان گالاتاسرای (مکتب سلطانی) در استانبول پیوست و به مدت سه سال درس حقوق خواند. در سال ۱۹۱۵ برای خدمت سربازی به عنوان افسر ذخیره فراخوانده شد، وی به عنوان مأمور حسابداری در جبهه عراق و ایران و همچنین حلب سوریه خدمت کرد تا زمانیکه نیروهای عثمانی در اکتبر ۱۹۱۸ از سوریه عقب‌نشینی کردند. توفیق سپس به سمت کارمند مدرسه حقوق سوریه منصوب شد و خدمتش تا دو سال بعد از تسلط فرانسویان بر دمشق به طول انجامید (۱۹۱۹ تا ۱۹۲۲).

## مسئولیت‌های دولتی
ابو الهدی در سال ۱۹۲۲ از دمشق به عمان منتقل و به عنوان مدیر واردات تعیین شد و طی شش سال به سرعت در مدارج بالاتری قرار گرفت از مدیر واردات تا مدیر محاسبات کل و بعد مدیر اداره ثبت اراضی و بعد هم در سال ۱۹۲۸ به عنوان عضو شورای اجرایی و سپس در سال ۱۹۲۹ به عنوان دبیرکل هیئت دولت تعیین گردید و در سپتامبر سال ۱۹۳۸ ریاست شورای اجرایی را برعهده گرفت و بدنبال آن چندین بار به نخست‌وزیری منصوب شد از جمله دومین بار آن در تاریخ ۶ اوت ۱۹۳۹ و دهمین بار آن در ۳۰ سپتامبر ۱۹۵۲ بود.

## نقش سیاسی
بعد از استقلال اردن در سال ۱۹۴۷ ابو الهدی بار دیگر به عنوان نخست‌وزیر تعیین شد و برای نزدیک شدن به انگلستان تلاش کرد. ابو الهدی در ژانویه سال ۱۹۴۸ به دستور ملک عبدالله به‌طور مخفیانه به لندن سفر کرد تا با «ارنست بیون» وزیر خارجه انگلستان ملاقات کرده و موافقت او را در طرح تقسیم اراضی فلسطین بدست بیاورد به‌طوری که اردن جزو زمینهای مخصوص اعراب باشد و متعهد شود که نفرات اردنی به سرزمینهایی که به یهودیان تعلق می‌گیرد تردد نداشته باشند که با این خواسته‌های وی موافقت شد. او در زمان جنگ فلسطین در سال ۱۹۴۸ نخست‌وزیر بود و در این دوران بود که اردن کرانه غربی را به خودش ضمیمه کرد.

## درگذشت
جسد توفیق ابو الهدی در حمام خانه‌اش در یک خودکشی ساختگی در ۱ ژوئیه ۱۹۵۶ در حالی که آویزان شده بود پیدا شد.